# Gastronomía de Sicilia

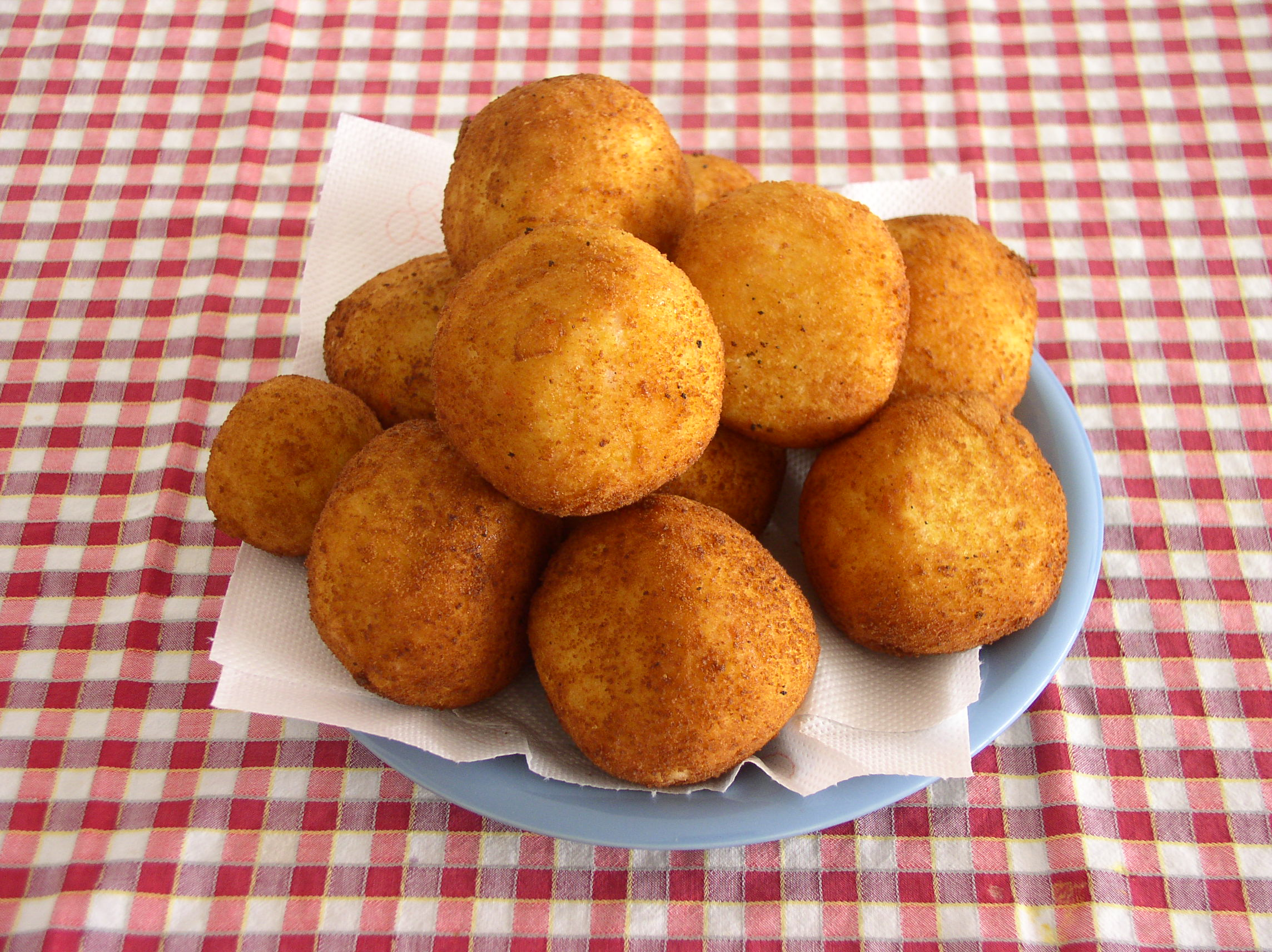
Arancini típicos de sicilia.

La Gastronomía de Sicilia está estrechamente unida a la historia y cultura siciliana, así como con la vida religiosa y espiritual de la isla. Se trata de una cultura gastronómica regional, compleja y diversa, que muestra claramente la contribución de las culturas que se establecieron en Sicilia en el transcurso de los dos últimos milenios. Se tiene, por ejemplo, la contribución alimentaria de la antigua Grecia mediante el "Monsù" de las grandes cocinas nobiliarias, pasando por los dulces de plena influencia magrebí y de las especialidades hebreas.

## Ingredientes
Los ingredientes son típicos de cualquier gastronomía mediterránea. En los platos de la cocina siciliana se emplea exclusivamente el aceite de oliva (l'olio extravergine d'oliva), tanto para cocinar como para aliñar. La mantequilla es muy poco usada, acaso en la elaboración de algunos dulces. Los ingredientes principales son vegetales o marino (pescado y moluscos). La carne se emplea relativamente poco en los platos sicilianos, uno de los más conocidos es el farsu magru.
Las conocidas salinas de Trapani, desde donde se extrae desde la antigüedad una finísima sal marina, hacen que sea un ingrediente especial de la cocina siciliana. Otras especias y hierbas aromáticas empleadas con frecuencia son: la albahaca, perejil (prezzemolo), menta, laurel, romero, salvia, etc. se emplea además el jazmín, los piñones, las uvas pasas, almendras, pistachos, etc. Es frecuente la preparación de muchos platos con sabores agridulces.
En Trapani (en el extremo más occidental de la isla), la influencia de la cocina magrebí hace acto de presencia y es posible encontrar especialidades locales elaboradas con cuscús: couscous al pesce (cuscús de pescado).

## Algunos platos
- Alici crude al limon
- Buccellato
- Cassatella di Sant'Agata
- Caponata
- Frittedda con carciofi, fave e piselli
- Pane con le panelle (o con cazzilli)
- Involtini di pesce spada
- Parmigiana Siciliana
- Pasta con le sarde
- Pasta con i broccoli arriminati
- Macco di fave
- Pasta alla Norma
- Maccheroni alla Siciliana
- Panelle di ceci
- Polpette di nannatu
- Salmoriglio
- Arancine di riso
- Pescestocco alla Messinese
- Pizza fritta alla Siciliana
- Sfincione
- Mustazzoli Siciliani
- Cannoli Siciliani
- Latte di mandorle
- Crispelle di riso uso Benedettini
- Granita Siciliana
- Cassata Siciliana
- Frutta Martorana
- Sfince di San Giuseppe
- Sfingione di riso
- Torta di mandorle
- Torta di pistacchio
- Pignolata
- Stigghiole
- Petrafènnula
- Pupi con l'uovo
- Pasta con l'anciova